# Casa Gasset (Tarragona)
La Casa Gasset és una obra amb elements eclèctics i neoclàssics de Tarragona protegida com a Bé Cultural d'Interès Local.

## Descripció
Edifici de planta baixa i dos pisos d'alçada. La façana, en conjunt, és de tall academicista per la seva ornamentació amb elements clàssics. A la planta baixa hi ha un arc escarser i dos de mig punt. Adossats a la façana, sortint de la cornisa de la planta baixa fins al cim de l'edifici, hi ha quatre columnes planes, amb capitells corintis.

## Història
S'han perdut els esgrafiats que decoraven els plafons, que separaven el primer pis del segon.